# M23 공세
M23 공세(영어: M23 offensive, 프랑스어: Conflit du M23)는  2022년 3월부터 르완다의 지원을 받는 반군 무장단체인 M23이 콩고민주공화국에서 개시한 일련의 군사 공세이다. 2021년 11월, M23은 북키부주의 은디자, 샤은주, 루뇨니에서 콩고군(FARDC)과 MONUSCO를 상대로 최초의 공격을 감행하며 군사 거점을 점령하였다. 이는 우간다 반군인 연합민주군에 대응하기 위해 우간다 인민방위군(UPDF)이 북키부 및 이투리주에 배치된 시기와 일치하였다.
2022년 3월부터 6월 사이 M23은 루츠루 지역의 주요 지역을 점령하며 갈등을 격화시켰고 전략 요충지인 국경 도시 부나가를 탈취하며 콩고군을 우간다로 도주하게 만들었다. 우간다는 이번 공세가 UPDF의 ADF 작전을 약화시키기 위해 르완다 정부가 기획한 것이라 주장했으며, 르완다는 반대로 우간다가 M23 세력을 활용해 자국 안보를 위협하고 있다고 맞섰다. 콩고민주공화국은 르완다가 무기를 제공하고 반란군을 재편성하고 있다고 비난했으며, 이는 유엔 안전보장이사회 전문가 패널 보고서에서도 입증되었다. 한편 르완다와 M23은 콩고 정부가 르완다 해방민주군(FDLR)과 협력하고 있다고 반박하며, 이번 작전이 바냘루엥게 공동체를 FDLR의 공격으로부터 보호하기 위한 것이라고 주장하였다. 유엔 보고서는 르완다군이 FARDC-FDLR 협력 이전부터 콩고 영토에 침투하고 있었다고 지적했으며, 분석가들은 M23의 부활이 안보나 민족 정치보다는 경제적·상업적 이해에 기반한 것이라 평가하였다.
분쟁이 확산됨에 따라 동아프리카 공동체(EAC)는 동아프리카 지역군(EACRF)을 파병하여 안정화에 나섰다. 2023년 1월 26일, M23은 키창가를 점령하였다. EACRF의 무기력에 실망한 콩고 정부는 남아프리카 개발 공동체(SADC)에 군사 지원을 요청했고, 예비군을 창설하면서 M23 통제 지역 인근에서 와잘렌도 민병대 조직이 활성화되었다. 2023년 6월, 휴먼라이츠워치는 M23이 광범위한 인권 침해를 자행했다고 보고했으며, 여기에는 초법적 처형, 성폭력 및 기타 전쟁범죄가 포함되었고 르완다의 공모 혐의도 제기되었다. 이후 유엔 안보리는 M23 지도자들에 대한 제재를 촉구하고 르완다 고위 관계자들을 폭력 사태에 연루된 혐의로 지목하였다. 2024년 3월, M23은 루츠루 북부로 진격하여 루인디와 에드워드 호수 인근의 비추움비 어업 거점을 장악하였다. 4월 발표된 유엔 보고서는 동부 콩고에 주둔한 르완다 국방군(RDF) 병력이 약 3,000명에서 4,000명에 달하며 M23 전투원 수를 초과한다고 밝혔다. 2024년 6월에는 M23과 RDF가 카냐바용가와 키룸바를 점령한 뒤 처음으로 루베로 지역에 진입하였다. 앙골라의 주앙 로렌수 대통령이 주도한 외교적 조율은 12월 15일 루안다에서 예정된 삼자 정상회담에 폴 카가메 르완다 대통령이 불참하면서 좌초되었으며, 이 회담은 FDLR 문제를 카빌라 대통령, 로렌수 대통령과 함께 논의하기 위한 것이었다. 르완다의 불참은 동부 콩고에서의 활동이 안보가 아니라 키부 지역의 광물 자원 확보라는 경제적 이해관계에서 비롯된 것이라는 의혹을 더욱 증폭시켰다.
2025년 1월부터 M23은 르완다의 지원을 받으며 북키부주와 남키부주의 주도인 고마와 부카부를 향한 대규모 진군을 시작하였다. 1월 30일까지 M23은 고마 전역을 점령하였고, 2월 16일에는 부카부를 함락시켰다. 고마 점령 직후 M23은 수도 킨샤사를 향한 진군 의도를 밝혔다.

### 내용주
1. ↑  콩고 민주 공화국이 처음에 르완다의 개입을 의심했으며,[1] 이후 유엔의 여러 연구자들이 이를 뒷받침하는 증거들을 찾아냈다.[2][3] 르완다는 M23에 대한 지원이 없었다며 부인 중이다.[1]

### 참조주
1. 1 2 3 4 5  “M23 rebels in DR Congo deny shooting down UN helicopter”. 《BBC》. 2022년 3월 30일. 2022년 4월 23일에 원본 문서에서 보존된 문서. 2022년 6월 13일에 확인함.
2. ↑  “Tempête des tropiques : « Soutien militaire au M23, l'ONU enfonce le Rwanda »”. 《RadioOkapi》. 2022년 8월 5일. 2022년 8월 19일에 확인함.
3. 1 2  “Rwanda Inside DRC, Aiding M23 - Report”. 《VOA》. 2022년 8월 4일. 2022년 8월 19일에 확인함.
4. ↑  Djaffar Sabiti (2022년 6월 13일). “Congo rebels seize eastern border town, local activists say”. 《Reuters》. 2022년 6월 13일에 원본 문서에서 보존된 문서. 2022년 6월 13일에 확인함.
5. ↑  Robert Muhereza (2022년 6월 17일). “Fresh fighting erupts in Bunagana”. 《Daily Monitor》. 2022년 6월 17일에 원본 문서에서 보존된 문서. 2022년 6월 13일에 확인함.
6. ↑  “DR Congo army accuses Rwanda of deploying soldiers 'to defend M23'”. 《Daily Monitor》. The East African. 2022년 6월 9일. 2022년 6월 13일에 원본 문서에서 보존된 문서. 2022년 6월 13일에 확인함.
7. ↑  “U.N. official praises Indian peacekeepers for thwarting attack in Congo”. 《The Hindu》. 2022년 5월 27일. 2022년 6월 13일에 원본 문서에서 보존된 문서. 2022년 6월 13일에 확인함.
8. ↑  “PHOTO DU JOUR DU SAMEDI 3 JUILLET 2022”. 《MONUSCO》. 2022년 7월 3일. 2022년 7월 9일에 확인함.
9. ↑  “Goma : dernier hommage de la MONUSCO aux casques bleus tués au front”. 《RadioOkapi》. 2022년 8월 1일. 2022년 8월 3일에 원본 문서에서 보존된 문서. 2022년 8월 3일에 확인함.
10. ↑  “DR Congo: UN condemns M23 rebel attacks on peacekeeping force in North Kivu”. 《Africa News》. 2022년 5월 23일. 2022년 6월 21일에 원본 문서에서 보존된 문서. 2022년 6월 13일에 확인함.
11. ↑  “DR Congo: Civilians at Risk Amid Resurgence of M23 Rebels”. 《HRW》. 2022년 6월 1일. 2022년 6월 12일에 원본 문서에서 보존된 문서. 2022년 6월 13일에 확인함.
12. ↑  “Le Potentiel : " EAC: Des soldats burundais entrent officiellement en RDC "”. 《Radio Okapi》. 2022년 8월 16일. 2022년 8월 19일에 원본 문서에서 보존된 문서. 2022년 8월 19일에 확인함.